# Out of My Hands
Out of My Hands è il quinto album in studio (il terzo in lingua inglese) del cantante norvegese Morten Harket. Pubblicato il 13 aprile 2012 dalla Island Records, il disco è stato principalmente prodotto dal produttore inglese Steve Osborne, il quale ha lavorato con gli A-ha nel loro nono e ultimo album in studio Foot of the Mountain del 2009.

## Il disco
Come primo singolo è stato pubblicato Lightning il 9 marzo 2012, seguito da Scared of Heights, pubblicato il 27 marzo 2012. Fra i vari autori delle canzoni, sono presenti anche i Pet Shop Boys con il brano Listening, scritto e composto dal gruppo stesso, ma prodotto da Osborne.

## Tracce
1. Scared of Heights – 3:22
2. Keep the Sun Away – 3:19
3. Lightning – 3:52
4. I'm the One – 3:22
5. Quiet – 4:19
6. Burn Money Burn – 3:52
7. When I Reached the Moon – 3:50
8. Listening – 4:53
9. Just Believe It – 3:28
10. Out of My Hands – 3:37